# Калтас (озеро, Орегон)
Калтас — естественное озеро в округе Дешут в американском штате Орегон. Образованное ледником, оно расположено в высоком каскадном хребте в Национальном лесу Дешут. Название происходит от жаргона чинуков и означает по-разному: плохой или бесполезный, или просто «напрасный». В начале 19 века озера в этой области изобиловали бобрами. Первые исследователи этой области в основном искали меха.
Калтус — это живописное озеро, которое привлекает любителей активного отдыха. Здесь можно заниматься водными лыжами, парусным спортом, катанием на гидроциклах и лодках.
На берегу озера расположен курорт, состоящий из 23 домиков. Также имеется домик с рестораном и магазином. Для желающих разместиться на более длительный срок доступны три кемпинга, где можно поставить палатки или припарковать автофургоны.

## Описание
Озеро Калтас расположено у подножия горы Калтас. Оно является естественным водоёмом, глубина которого в самой глубокой точке составляет 64 метра, а длина около 3,2 километра. В озере обитает несколько видов рыб, таких как радужная форель, озёрная форель (макроно) и ручьевая форель.

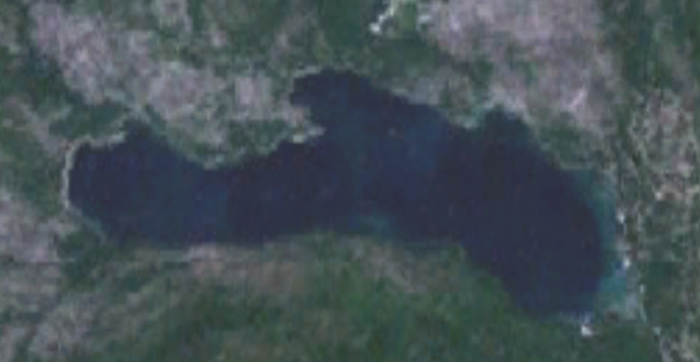
Спутниковый снимок озера Калтас.

В озеро впадает несколько ручьёв, в которых обитает молодая рыба. Наиболее крупный из них — ручей Винопи, протекающий через болото на северо-западной стороне озера. Это популярное место для ловли рыбы нахлыстом. В двух милях к югу от озера Калтас расположено озеро меньшего размера, называемое озером Литл-Калтус. Оба озера разделены горой Калтус. Озеро Калтас впадает на восток через ручей Калтус, который затем впадает в водохранилище Крейн-Прери.
Территория вокруг озера Калтус характеризуется наличием крупных экземпляров сосны жёлтой, пихты Дугласа и западной белой сосны, высота которых может достигать 37 метров. Однако, согласно данным Службы охраны рыбных ресурсов и диких животных США, крупные сосны подвержены негативному воздействию со стороны конкурирующих видов пихт подлеска и атак большого соснового лубоеда. В случае сохранения текущей тенденции произойдёт замещение видов деревьев (и их размеров) с сосныи пихты Дугласа на белую пихту.
Служба рекомендует провести выборочное прореживание подлеска белой пихты вокруг выбранных сосен жёлтой и западной белой, чтобы обеспечить увеличение освещённости и доступности питательных веществ, что позволит выбранным соснам расти более активно и повысит их устойчивость к короедам.
Департамент рыбных ресурсов и дикой природы штата Орегон осуществляет контроль за озером, на котором проводится как естественное, так и искусственное разведение радужной форели и ручьевой форели. Кроме того, департамент контролирует естественное разведение горной белой рыбы и озёрной форели.